# جبهه ملی برای آزادی
جبهه ملی برای آزادی (عربی: الجبهة الوطنية للتحرير) ائتلافی شورشی در سوریه و بخشی از ارتش ملی سوریه (SNA) است که در جنگ داخلی سوریه می‌جنگد. این گروه توسط ۱۱ گروه شورشی، در شمال غربی سوریه در مه ۲۰۱۸ تشکیل و به‌طور رسمی در ۲۸ مه ۲۰۱۸ اعلام شد. این تشکیلات از حمایت عمده ترکیه برخوردار است. این گروه در ۴ اکتبر ۲۰۱۹ به ارتش ملی سوریه پیوست.